# Altair 8800

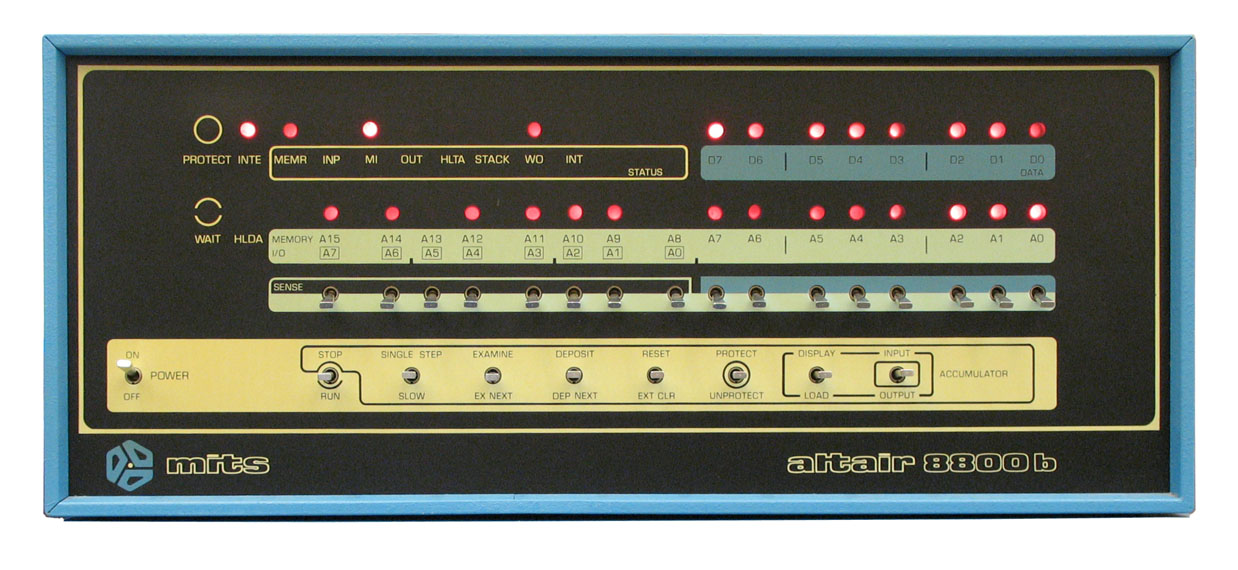
Передняя панель Altair 8800b

Altair 8800 — микрокомпьютер, разработанный компанией MITS (Micro Instrumentation and Telemetry Systems), расположенной в Альбукерке (Нью-Мексико, США), в 1975 году на основе микропроцессора Intel 8080.

## История
Разработчик компьютера — Генри Эдвард Робертс, американский предприниматель, инженер и врач.
Считается, что именно эта система привела к революции персональных компьютеров несколько лет спустя: шина, спроектированная для этого компьютера, стала стандартом де-факто в виде шины S-100.
Компьютер продавался в сборе за 621 долл. либо в виде набора деталей для сборки через журнал Popular Electronics за 439 долл. Разработчики предполагали, что продадут только несколько сотен подобных машин энтузиастам, и были удивлены, когда оказалось, что продали за первый месяц несколько тысяч.
Одной из причин успеха являлось использование передового на тот день процессора Intel i8080, позволявшего адресовать 64 КБ единой памяти, которая уже больше не подразделялась на память для программ и память для данных (Принстонская архитектура). Стек стал располагаться не внутри процессора, а в оперативной памяти, что позволяло делать его достаточно большим и использовать в программах рекурсивные алгоритмы. Процессор обладал семью 8-битными регистрами, причём, возможна была их комбинация до 16-битных. Тактовая частота — 2 МГц.
Altair, сфотографированный на обложке журнала, на самом деле был пустым ящиком, лишённым электронных схем и, естественно, не мог производить никаких вычислений. Однако он выполнил свою миссию. Как только журнал поступил в продажу, дела фирмы MITS резко пошли в гору. При цене микропроцессора 8080 фирмы Intel 360 долларов стоимость компьютера Altair — 397 долларов — выглядела смехотворно низкой, купить его было «всё равно, что украсть» (в действительности Робертс заблаговременно заключил с фирмой Intel весьма выгодную сделку, договорившись о закупке микропроцессоров оптом, в больших количествах, но по цене всего 75 долларов каждый). Заказы на компьютеры посыпались в Альбукерке как из рога изобилия, и маленькая компания была не в состоянии все их удовлетворить. Когда незадолго до этого Робертс уверял своих банкиров, что сможет продавать до 800 компьютеров в год, он едва ли сам верил в это. И спустя лишь три месяца после того, как появилось первое сообщение о персональном компьютере, изготовленном его фирмой, у него скопилось 4000 неудовлетворённых заявок. По словам одного из первых покупателей машины, «это был абсолютный, мгновенный, безумный успех».
Этот успех открыл дорогу и другим компаниям, которые заняли теперь прочные позиции в производстве персональных компьютеров. В июле в западной части Лос-Анджелеса открылся первый в стране магазин по продаже компьютеров, где машину Altair мог купить каждый желающий. Затем один магазин превратился в два, и, наконец, выросла целая система магазинов, торгующих компьютерами. Тем временем вице-президент MITS Девид Баннел стал редактором издания Computer Notes, первого периодического бюллетеня, целиком посвящённого персональным компьютерам. Первоначально он был рассчитан на сотрудников компании, но вскоре его внешний тираж достиг 12 тыс. экземпляров. Специальная агитбригада сотрудников фирмы MITS отправилась в турне по стране в автофургоне с надписью «MITSмобиль», демонстрируя своё творение новым и потенциальным владельцам. Везде, где побывал «MITSмобиль», возникали компьютерные клубы.
Энтузиазм, с которым общественность встретила продукцию фирмы MITS, был особенно удивительным, если учесть, что Altair в базовой комплектации страдал существенными недостатками и его возможности были весьма ограничены. Из соображений экономии многие покупатели приобретали компьютер в виде набора деталей, а затем собирали его собственными силами. Чтобы компьютер заработал, от его владельца требовались немалые познания и практические навыки в электронике. Но даже если опытным любителям удавалось правильно собрать компьютер и запустить его, на нём мало что можно было сделать. Altair имел очень небольшую оперативную память — всего 256 байт. Более того, машина не имела ни клавиатуры, ни экрана. Пользователи вводили программы и данные в двоичной форме, щёлкая набором маленьких ключей, которые могли занимать два положения — вверх и вниз; результаты считывали также в двоичных кодах — по светящимся и тёмным лампочкам. Фирма Робертса, стараясь удовлетворить как можно больше заказов, не успевала с разработкой программного обеспечения и внешних устройств.
Феноменами успеха были прежде всего удачная системная шина Altair, открытость архитектуры, низкая стоимость и популяризация создателем. За короткое время энтузиастами-радиолюбителями были созданы платы расширения, превратившие его в полноценный компьютер с богатейшей периферией, написан софт. Затем эти энтузиасты запустили собственные производства. По сути Altair был удачной идеей и удачной системной шиной. Для него была разработана в частности первая в мире цветная видеокарта Cromemco Dazzler.
Появился Altair BASIC — интерпретатор языка Бейсик, разработанный Биллом Гейтсом, которого воодушевила обложка журнала Popular Electronics за январь 1975 года.